# ترناوتسی
ترناوتسی (به صربی: Trnavci) یک منطقهٔ مسکونی در صربستان است که در الکساندراواک واقع شده‌است. ترناوتسی ۴۹۴ نفر جمعیت دارد.